# Вильнюсский планетарий

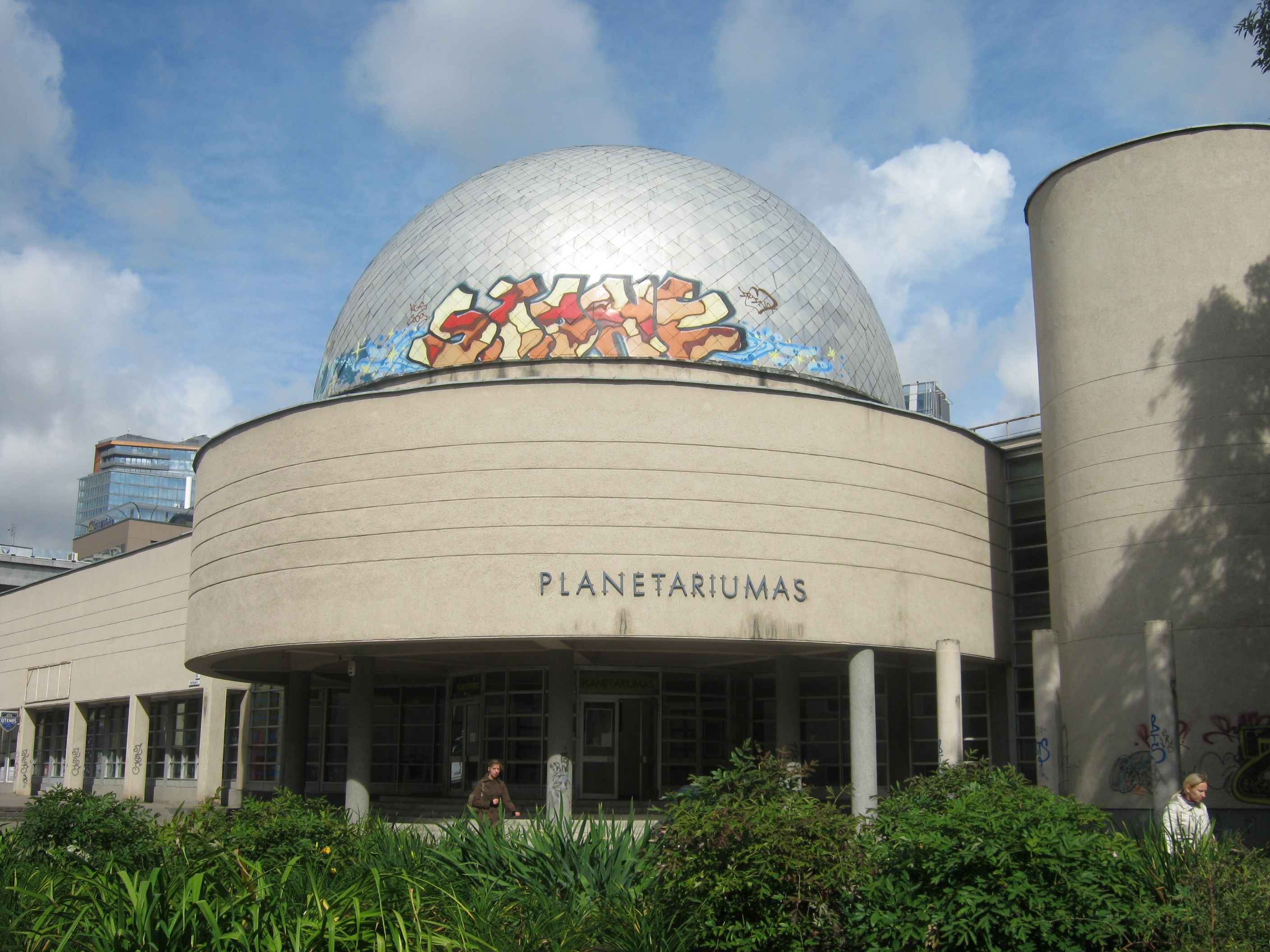

Вильнюсский планетарий — единственный планетарий в Литве, расположен в городе Вильнюсе. Вильнюсский планетарий открыл свои двери 10 августа 1962 года. Открывал планетарий Паулюс Славенас, а первым директором был В. Вискупайтис (лит. Vyskupaitis). Здание планетария было построено в 1961 году по проекту архитектора Йонаса Касперавичюса (лит. Jonas Kasperavičius) и находилось по адресу ул. Й. Басанавичюса, 4, планетарий в нём функционировал до 1989 года, когда его оборудование было перемещено в новое здание. Современное здание планетария, по адресу проспект Конституциёс, 12а, построено в 1989 году по проекту архитектора Робертаса Стасенаса. Акцент строения — круглый глянцевый купол диаметром 12,5 м, под которым находится Звёздный зал на 160 мест. В дополнение к главному зданию есть ещё амфитеаторный зал на 130 мест, просторный вестибюль, смотровая площадка на крыше, рабочий кабинет, кафе, раздевалки и множество других помещений.

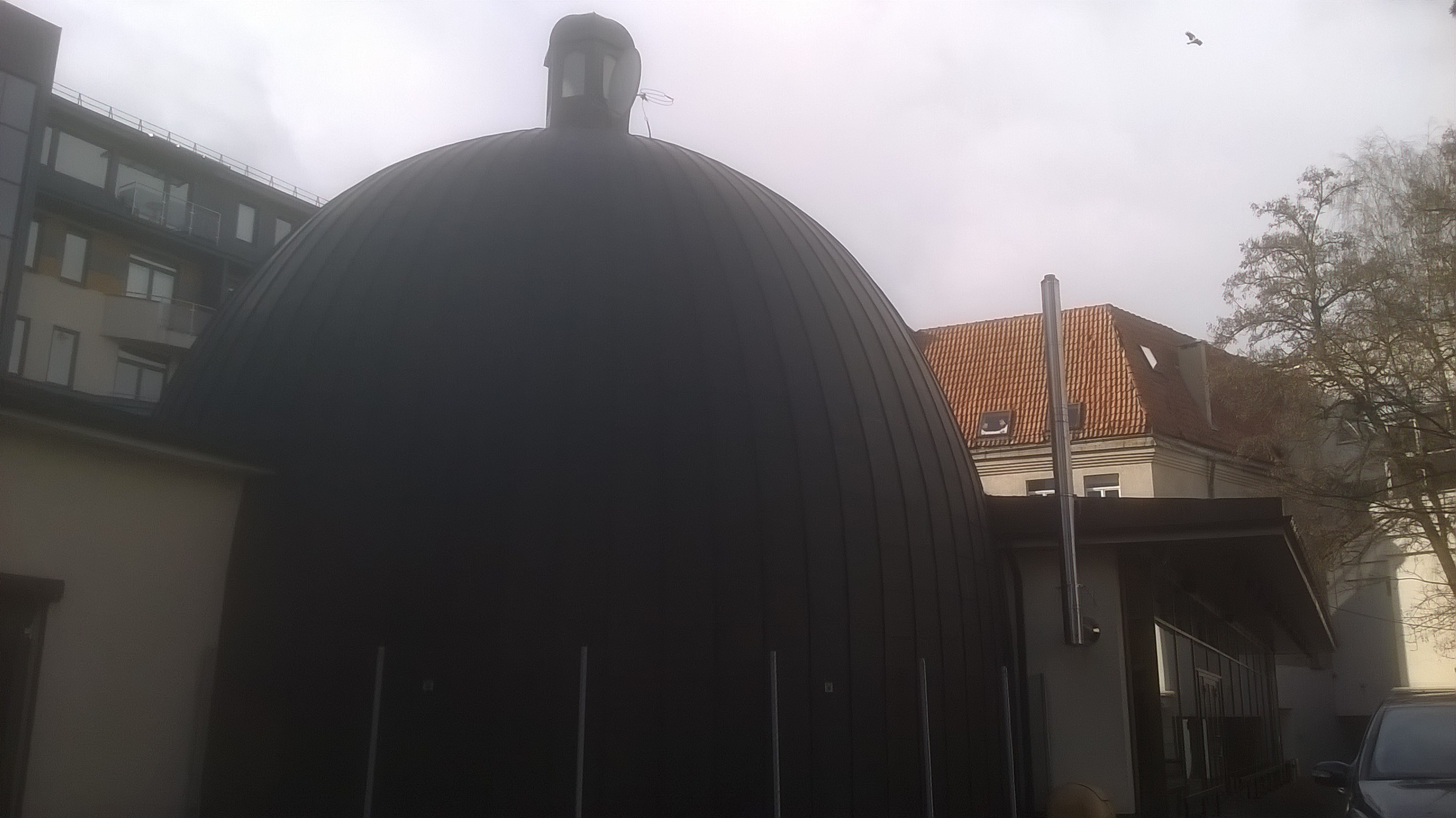
Здание старого вильнюсского планетария, который работал с 1962 по 1989 гг.

В 1977—1991 гг. директором планетария был Саулюс Канишаускас. В этот период в качестве почётных гостей планетарий посетили космонавты Георгий Гречко (1982), Вячеслав Зудов (1983), Александр Серебров (1984), Валерий Кубасов (1986), Владимир Васютин (1987). С 1980 по 1992 год при планетарии действовал клуб фантастов Dorado. В 1982—1989 гг. планетарий организовывал дни астрономии в городах и районах, а также выездные лекции в каунасском центральном лектории, на ионавском предприятии «Азотас», алитусском предприятии «Мядвильне».
С 31 октября 1991 года планетарий принадлежит Институту теоретической физики и астрономии Вильнюсского университета. В Звёздном зале размещён главный прибор планетария — проектор немецкой фирмы «Carl Zeiss Jena», который показывает 6000 звёзд, созвездия, Млечный Путь, Солнце, Луну, планеты Солнечной системы, метеоры, комету, вид звёздного неба из различных точек на земной поверхности. Планетарий находится в контакте с литовскими астрономическими и международными научными организациями. Среди основной деятельности — учебные лекции для студентов; экскурсии; открытые заседания с участием учёных; торжественные мероприятия. 16 января 2019 года в Вильнюсском планетарии прошла встреча космонавта Сергея Авдеева со всеми желающими.